# Gaidaros (Golf von Atalanti)
Gaidaros (griechisch Γάιδαρος = Esel(-Insel)) oder Gaïdaros (griechisch Γάϊδαρος) ist eine unbewohnte kleine Insel im Golf von Atalanti in Griechenland.

## Geografie

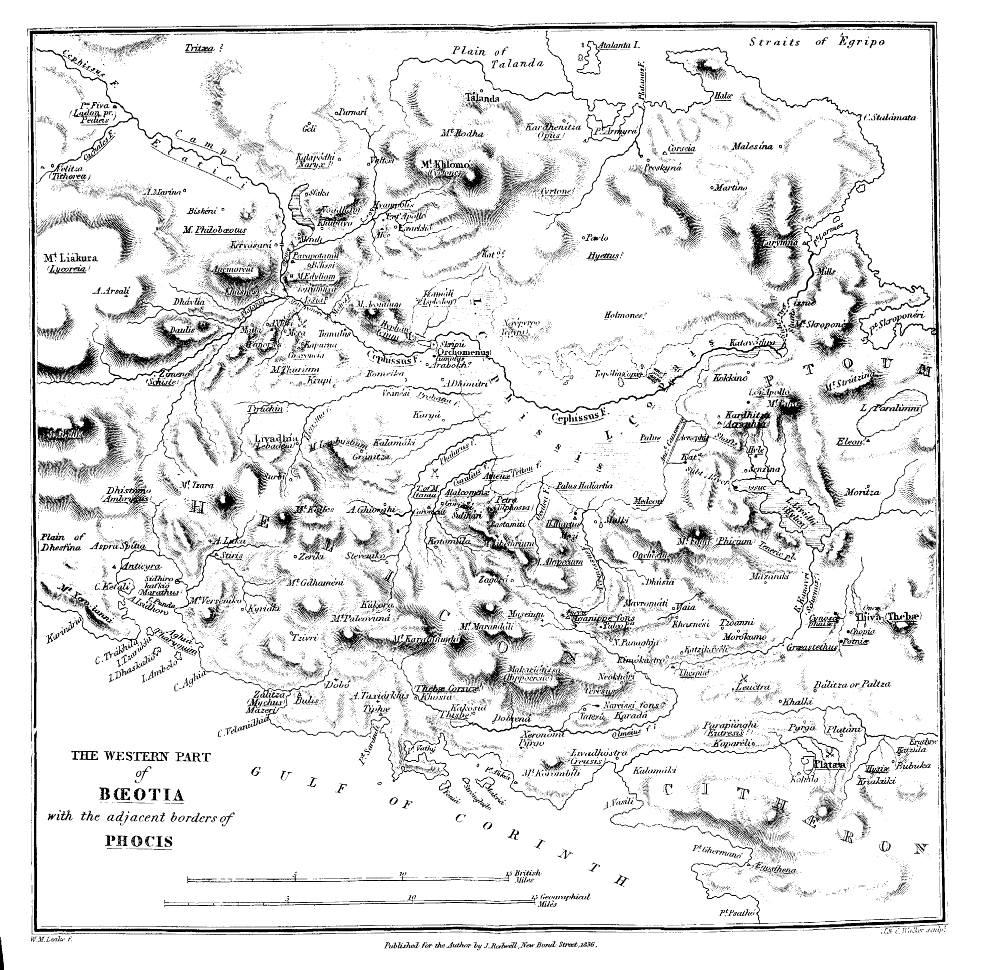
Die Karte von 1836 zeigt Gaidaros noch als Halbinsel

Die Insel liegt etwa 250 m östlich der Küste bei Kyparissi. Sie besteht aus zwei Hügeln, wobei der westlich eine Höhe von 104 m erreicht. Die Insel hat eine Länge von West nach Ost von etwa 2,2 km und eine maximale Breite von 1,7 km. Der südliche flache Teil der Insel ist durch einen etwa 250 m langen Damm mit dem Festland verbunden. Südlich der Ostspitze der Insel liegt die Halbinsel Mitros. Rund um die Insel gibt es mehrere Fischfarmen. Der Leuchtturm auf Gaidaros, der höchste Griechenlands, wurde um 1833 nach einem Entwurf des bayerischen Architekten Johann Gottfried Gutensohn erbaut.
Vor 1894 war Gaidaros eine Halbinsel. Beim großen Erdbeben am 20. April 1894 (nach dem Orthodoxen Kalender am 8. April 1894) wurde Gaidaros vom Festland getrennt.